# Boldur
Belinț (en hongrois : Boldor) est une commune du județ de Timiș en Roumanie.